# إبرام كوهن
إبرام كوهن (بالإنجليزية: Abram Cohen)‏ هو مبارز بالسيف أمريكي، ولد في 25 أكتوبر 1924 في بروكلين في الولايات المتحدة، وتوفي في 2 فبراير 2016 في فيشكيل في الولايات المتحدة.

## وصلات خارجية
- إبرام كوهن على موقع أوليمبيديا (الإنجليزية)